# Taraxacum neosivaschicum
Taraxacum neosivaschicum là một loài thực vật có hoa trong họ Cúc. Loài này được Tzvelev miêu tả khoa học đầu tiên năm 1986.